# Taras Romanczuk
Taras Romanczuk (Kóvel, 14 de noviembre de 1991) es un futbolista ucraniano nacionalizado polaco que juega de centrocampista en el Jagiellonia Białystok de la Ekstraklasa.

## Selección nacional
Hizo su debut con la selección de fútbol de Polonia el 27 de marzo de 2018 en un encuentro amistoso contra Corea del Sur, partido que finalizó con un resultado de 3-2 a favor del combinaco polaco tras los goles de Robert Lewandowski, Kamil Grosicki y de Piotr Zieliński para Polonia, y de Hwang Hee-chan y Lee Chang-min para Corea del Sur.

### Participaciones en Eurocopas
| Copa          | Sede     | Resultado    | Partidos | Goles |
| ------------- | -------- | ------------ | -------- | ----- |
| Eurocopa 2024 | Alemania | Primera fase | 1        | 0     |

## Clubes
| Club                  | País    | Año       | Partidos | Goles |
| --------------------- | ------- | --------- | -------- | ----- |
| Legionovia Legionowo  | Polonia | 2013-2014 | 45       | 3     |
| Jagiellonia Białystok | Polonia | 2014-     | 380      | 36    |

## Palmarés

### Títulos nacionales
| Título               | Club                  | País    | Año  |
| -------------------- | --------------------- | ------- | ---- |
| Ekstraklasa          | Jagiellonia Białystok | Polonia | 2024 |
| Supercopa de Polonia | Jagiellonia Białystok | Polonia | 2024 |